# Sergej Ignasjevitj
Sergej Nikolajevitj Ignasjevitj (russisk: Серге́й Николаевич Игнашевич, tr. Sergéj Nikolajevitj Ignasjevitj; født 14. juli 1979 i Moskva, Sovjetunionen) er en russisk fodboldspiller (midterforsvarer). Han spiller hos CSKA Moskva i den russiske liga.
Ignasjevitj har spillet hele sin karriere i russisk fodbold, hvoraf størstedelen er blevet tilbragt hos hovedstadsklubben CSKA Moskva. Inden sit skifte til CSKA var han i et par sæsoner tilknyttet Moskva-rivalerne Lokomotiv Moskva.
Ignasjevitj har gennem karrieren været med til at vinde hele fem russiske mesterskaber, de fire med CSKA og det sidste med Lokomotiv. Han var også en del af det CSKA-hold, der i 2005 vandt UEFA Cuppen.

## Landshold
Ignasjevitj har (pr. juni 2014) spillet 99 kampe og scoret fem mål for Ruslands landshold, som han debuterede for 21. august 2002 i et opgør mod Sverige. Han var en del af den russiske trup til både EM i 2008, EM i 2012 og VM i 2014.